# Megumu Sagisawa
Megumu Sagisawa (ja, 鷺沢 萠), Sagisawa Megumu, nom véritable Megumi Matsuo (松尾 めぐみ); 8 juin 1968 dans l'arrondissement de Setagaya à Tokyo - 11 avril 2004 à Tokyo, est une écrivain japonaise.

## Biographie
Sagisawa entame en 1987 des études de littérature russe à l'université Sophia qu'elle ne mène cependant pas à terme. Dès son premier ouvrage Kawaberi no michi (« Le chemin de la rivière », 1987), elle reçoit le prix pour jeunes auteurs de la revue littéraire Bungakukai. Son roman suivant, Kaerenu hitobito (« Cela ne peut jamais revenir en arrière », 1989) est en lice pour le prix Akutagawa. Elle écrit ensuite les romans Shōnentachi no owaranai yoru (1989), Stylish Kids (1990), Hazakura no hi (1990), Kakeru shōnen (1992, prix Kyōka Izumi); Daitōryō no Kurisumasu tsurii (1994), F-Rakudaisei (1996) et Bye-Bye (1997). Dans les années 1990, sont publiés les recueils d'essais Machi e deyō, kisu o shiyō (1991) et Kenari mo hana, sakura mo hana (1994). En 2004, Sagisawa met fin à ses jours à l'âge de trente-cinq ans.

## Source de la traduction
- (de) Cet article est partiellement ou en totalité issu de l’article de Wikipédia en allemand intitulé « Megumu Sagisawa » (voir la liste des auteurs).
- Notices d'autorité :   - VIAF
  - ISNI
  - IdRef
  - LCCN
  - GND
  - Japon
  - CiNii
  - Pays-Bas
  - Israël
  - Corée du Sud
  - WorldCat